# اچ‌ام‌ای‌اس هاوکبزری (ام ۸۳)
اچ‌ام‌ای‌اس هاوکبزری (ام ۸۳) (به انگلیسی: HMAS Hawkesbury (M 83)) یک کشتی است که طول آن ۵۲٫۵ متر (۱۷۲ فوت) می‌باشد. این کشتی در سال ۱۹۹۸ ساخته شد.